# Neocrasis eximia
Neocrasis eximia là một loài bướm đêm trong họ Geometridae.